# Harry Boland (cestista)
Harry Boland (Dublino, 21 settembre 1925 – Dublino, 18 dicembre 2013) è stato un cestista e dirigente sportivo irlandese.

## Carriera
Ha disputato due partite ai Giochi della XIV Olimpiade. Dopo il ritiro, è stato nominato presidente della Federazione cestistica dell'Irlanda.
Era il nipote di Harry Boland (1887-1922), attivista e politico attivo durante la Guerra d'indipendenza irlandese.